# Flàvia Ticiana
Flàvia Ticiana (en llatí: Flavia Titiana) va ser una dama romana, esposa de Pèrtinax i filla de Flavi Sulpicià.
Quan el seu marit va ser proclamat emperador el senat va aprovar un decret que li donava el títol d'augusta, però mai va acceptar aquests honors. Va sobreviure a Pèrtinax, que va ser assassinat el 193, l'any dels cinc emperadors, però no se sap quan ni com va morir.